# Cratere Swanage
Swanage  è un cratere sulla superficie di Marte.